# Asesinato de Emily Sander
Emily Sander (Olathe, Kansas, 26 de febrero de 1989 - Vernon, Texas, 24 de noviembre de 2007) fue una estudiante estadounidense de dieciocho años que fue secuestrada, torturada, violada y asesinada el 23 de noviembre de 2007 en las proximidades de El Dorado, en el Estado de Kansas. El perpetrador, llamado Israel Mireles, huyó hacia México y tardó cerca de un año y medio lograr su extradición a los Estados Unidos.

## Detalles
De acuerdo con la policía, Sander y un hombre que fue identificado como Israel Mireles fueron vistos saliendo de un bar al este de El Dorado el 23 de noviembre de 2007. Cuando la policía llegó al motel donde residía Mireles, cerca del restaurante italiano donde trabajaba como camarero, hallaron marcas de sangre. El coche de Mireles estaba aparcado en el bar, aunque el 27 de noviembre se encontró un coche abandonado que Mireles alquiló para trasladar su víctima a Vernon, Texas.  
Seis días después del secuestro de Emily Sander, la policía descubrió el cadáver de Sander a cincuenta millas al este de El Dorado y a diez millas del coche alquilado de Mireles. Los resultados de la autopsia no fueron revelados hasta después del juicio, pues según la policía el cuerpo se encontraba en tan mal estado que apenas se podía describir. Finalmente se llegó a la conclusión de que Sander fue acuchillada varias veces y posteriormente ahorcada con el cable de un teléfono fijo.

## Actividad en línea

### 4chan
El día 29 de noviembre de 2007, Israel Mireles, a través de un ordenador ubicado en un cibercafé, colgó una foto de Emily Sander en el tablón de 4chan seguido de un pequeño texto: If anyone can correctly guess their own post number, I will tell you where she is buried (traducido al español como si alguien logra acertar correctamente su propio número de "post", le diré donde está enterrada). Finalmente, uno de los usuarios de 4chan adivinó, y Mireles le felicitó enviándole una coordenadas, las cuales señalaban el mismo punto donde estaba el cuerpo de Emily Sander, en Vernon.

### Zoey Zane
Emily Sander poseía una página web pornográfica donde operaba bajo el nombre de Zoey Zane. Según las investigaciones de la policía, Sander comenzó su carrera como actriz porno después de su decimoctavo cumpleaños. Ninguno de sus familiares ni amigos sabían que Emily había estado trabajando en la industria pornográfica. Este suceso hizo que el caso obtuviera una gran repercusión internacional.